# Вех, Леопольд
Леопольд Вех (нем. Leopold Wech; 15 ноября 1919, Вена — 5 января 2008, Эрлах) — австрийский педагог.

## Биография
Окончил учительскую семинарию (1939), преподавал в школе. В 1940—1945 гг. на военной службе в Польше. По возвращении в Вену продолжил преподавательскую работу, затем в 1958—1969 гг. на административной работе (секретарь президиума школьного комитета Вены). 
В 1969 году защитил докторскую диссертацию по педагогике «Социальные науки и социальное воспитание в австрийской школьной системе» (нем. Sozialkunde und Sozialerziehung im oesterreichischen Schulwesen). 
В 1969—1981 гг. профессор Федеральной педагогической академии. 
В 1979—1980 гг. директор венской Консерватории имени Шуберта.
Составитель и автор предисловия сборника «Альберт Швейцер, факелоносец человечности» (нем. Albert Schweitzer, Fackelträger der Menschlichkeit; 1959). Опубликовал двухтомный очерк жизни и творчества современного церковного композитора Раймунда Вайссенштайнера (1975, 1992), составил школьную хрестоматию «Австрийское католическое слово» (нем. Das Österreichische katholische Wort; 1984) и посмертный сборник стихов и воспоминаний поэта Франца Кисслинга «Хвалите Час» (нем. Lob einer Stunde; 1986). Автор сборника стихов «Грезит звезда над твоей головой» (нем. Über deinem Scheitel träumt ein Stern; 1977), значительная часть текстов положена на музыку Конрадом Музалеком. Сочинял также вокальную и хоровую музыку.
Основатель Общества друзей Бетховена в венском районе Флоридсдорф.